# Râul Cașin, Trotuș
Râul Cașin este un curs de apă, afluent al râului Trotuș.

## Hărți
- Ovidiu Gabor - Economic Mechanism in Water Management  Arhivat în 5 martie 2009, la Wayback Machine.